# Villagarcía del Llano
Villagarcía del Llano ist ein Ort und eine Gemeinde (Municipio) mit 757 Einwohnern (Stand: 2024) in der Provinz Cuenca in der Autonomen Region Kastilien-La Mancha.

## Geographie
Villagarcía del Llano liegt etwa 80 Kilometer südsüdöstlich von Cuenca in einer Höhe von ca. 730 m.

## Bevölkerungsentwicklung
| 1900 | 1950 | 1970 | 1981 | 1991 | 2001 | 2011 | 2021 |
| ---- | ---- | ---- | ---- | ---- | ---- | ---- | ---- |
| 1367 | 1707 | 1282 | 1015 | 1002 | 954  | 838  | 733  |

## Sehenswürdigkeiten

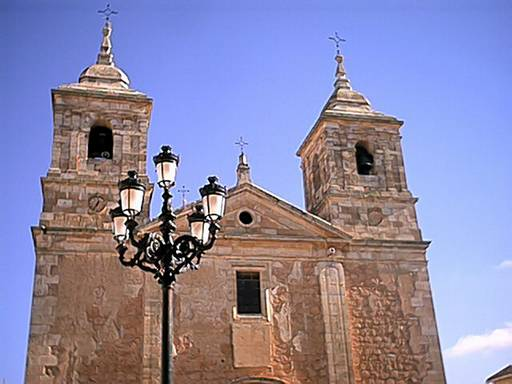
Jakobuskirche
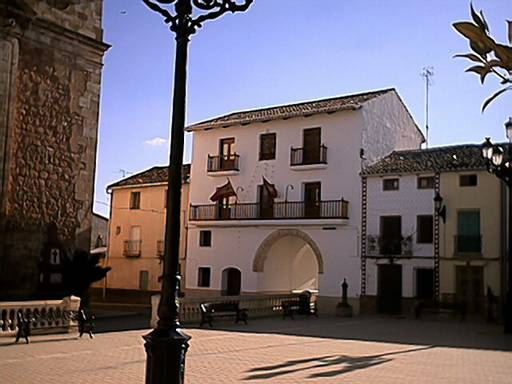
Rathaus

- Jakobuskirche
- Rathaus

## Persönlichkeiten
- Alonso Núñez de Haro y Peralta (1729–1800), Erzbischof von Mexiko (1772–1800), interimistischer Vizekönig von Neuspanien (1787)